# نهائي كأس خادم الحرمين الشريفين 2023
نهائي كأس خادم الحرمين الشريفين 2023 هي المباراة النهائية لمسابقة كأس خادم الحرمين الشريفين 2022–23، التي ينظمها الاتحاد السعودي لكرة القدم من البطولة الثامنة والأربعين من مسابقة كأس خادم الحرمين الشريفين منذ انطلاقتها عام 1957 ميلادية بمسمى كأس الملك، والنهائي السادس عشر منذ عودة المسابقة عام 2008 ميلادية بتنظيمها مسابقة مستقلة عن مسابقة الدوري، تحت رعاية خادم الحرمين الشريفين الملك سلمان بن عبد العزيز آل سعود وقد أناب صاحب السمو الملكي الأمير محمد بن سلمان بن عبد العزيز آل سعود ولي العهد رئيس مجلس الوزراء وتشريف سموه لحضور المباراة وتسليم الفريق الفائز الكأس والميداليات الذهبية، والميداليات الفضية للفريق الوصيف، أقيمت مباراة النهائي يوم الجمعة 22 شوال 1444، الموافق 12 مايو 2023، بقيادة الحكم الدولي البولندي سيمون مارتشينياك لقيادة نهائي كأس بين فريقي الهلال والوحدة على ملعب مدينة الملك عبدالله الرياضية في جدة، والتي توج بها نادي الهلال بلقب كأس خادم الحرمين الشريفين للمرة العاشرة في تاريخه، بعد فوزه على نادي الوحدة، بركلات الترجيح بنتيجة 7 - 6، بعد نهاية الوقت الأصلى والإضافي بالتعادل الإيجابي بهدف لكل فريق، تمكن الفرنسي عبد الكريم يودا من إحراز هدف التقدم لنادي الوحدة في الدقيقة 36 من الشوط الأول من المباراة، ليعود نادي الهلال من بعيد عن طريق المدافع على البليهي، بإحراز هدف التعادل في الدقيقة 9 من الوقت بدل الضائع من الشوط الثاني وتمتد المباراة للأشواط الأضافية، ويحتكم الفريقين لركلات الترجيح حيث أسفرت قرعة ركلات الترجيح اختيار المرمى يسار الملعب وتنفيذ نادي الوحدة الركلة الأولى ومن ثم نادي الهلال، حدد طرفي نهائي أغلي البطولات السعودية حين صعد كل من نادي الهلال من الرياض ونادي الوحدة من مكة المكرمة إلى نهائي مسابقة كأس خادم الحرمين الشريفين، لتحديد الفريق الفائز بالبطولة، وصل الطرف الأول نادي الهلال السعودي إلى الدور النهائي من البطولة بعدما حقق الانتصار على نادي الاتحاد في اللقاء الذي جمع بينهما على استاد مدينة الملك عبد الله الرياضية بجدة في الدور نصف النهائي بهدف دون مقابل بعد انتهاء الاشواط الرئيسية وامتداد المباراة لأشواط إضافية، جاء هدف المباراة الوحيد بعدما حول كابتن نادي الاتحاد أحمد حجازي كرة عرضية خطأ في مرماه بعد عرضيه لاعب نادي الهلال موسى ماريغا لم يتمكن حارس مرمى نادي الاتحاد مارسيلو غروهي من الوصول إليها لتسكن الكرة في مرمى الاتحاد في الدقيقة 105 من الشوط الاضافي الأول هدفاً لصالح نادي الهلال، يحسب لحراس مرمى نادي الهلال عبد الله المعيوف التصدي للعديد من الفرص الهجومية لنادي الاتحاد لتنتهي المباراة بتلك النتيجة ويتأهل الهلال للنهائي، بينما وصل نادي الوحدة (فرسان مكة) إلى النهائي بعدما حقق الانتصار على نادي النصر بهدف دون مقابل ويكمل المباراة بعشرة لاعبين بعدما أشهر حكم مباراة البطاقة الصفراء الثانية لمدافع نادي الوحدة عبد الله الحافظ، بعد عرقلته كريستيانو رونالدو في الدقيقة 52 في اللقاء الذي جمع بينهما مساء يوم الإثنين على ملعب الأول بارك في الرياض ضمن دور نصف نهائي البطولة، الفوز الصعب الذي صعد بالوحدة إلى النهائي بعد غياب 53 عاماً منذ عام 1970 ويعبر إلى نهائي خادم الحرمين الشريفين، حيث يسعى لتحقيق اللقب الثالث في تاريخه بعد عام 1957، 1966، فيما يسعى نادي الهلال للوصول إلى اللقب العاشر في تاريخه، وامتلاك كأس خادم الحرمين الشريفين هذه المرة للأبد بعد تحقيقه الفوز في هذه البطولة ويجمعها مع ثلاثة بطولات متفرقة 2015، 2017، 2020 ما يمنحه أحقية امتلاك الكأس الحالية على أن يكون هناك كأس جديدة في المواسم المقبل. بهذا الوصول ضمن كلا الناديين التأهل رسميًا إلى بطولة كأس السوبر السعودي 2023، والتي تشهد منافسة أربع فرق للمرة الثانية بمشاركة بطل ووصيف مسابقة كأس خادم الحرمين الشريفين وبطل ووصيف دوري كأس الأمير محمد بن سلمان للمحترفين،
بالرجوع لتاريخ المواجهات بين الفريقين في مسابقة كأس خادم الحرمين الشريفين منذ انطلاقتها 1957، تواجه الفريقين في سبع مباريات كان أولها لقاء نهائي كأس الملك عام 1962، مباراة دور ستة عشر عام 1980، ومباراة دور ستة عشر عام 1981، ومواجهتي ذهاب وإياب ربع نهائي عام 2008 ، مباراة تحديد المركز الثالث عام 2011 وآخرها مباراة دور ستة عشر عام 2017، كانت الغلبة لنادي الهلال بتحقيق الفوز في ستة مباريات، في الوقت الذي حضر فيه التعادل مرة واحدة عام 2008، ولم يسبق لنادي الوحدة تحقيق أي فوز على نادي الهلال في بطولة كأس خادم الحرمين الشريفين، ويعتبر نهائي هذه المسابقة ثامن مواجهة بين الفريقين في مسابقة كأس الملك وثاني مواجهة تجمع طرفي اللقاء في نهائي مسابقة كأس خادم الحرمين الشريفين بعد نهائي عام 1962 ميلادية.
يعتبر هذا النهائي مواجهة التحدي بين مدربي الفريقين الارجنتيني رامون دياز المدير الفني لنادي الهلال و التشيلي خوسيه لويس سييرا المدير الفني لنادي الوحدة في ثالث نهائي لكل منهما على مستوى مسابقة كأس خادم الحرمين الشريفين حيث يخوضان النهائي للموسم الحالي بهدف تحقيق اللقب الثاني لأي منهما في حال فوزه بالبطولة بعد أن خسر كل منهما آخر نهائي وصلا له، يخوض التشيلي لويس سييرا النهائي الثالث له بعد صعوده لمنصات التتويج مع نادي الاتحاد في نهائي كأس خادم الحرمين الشريفين 2018 وخسارته مع نادي الاتحاد في نهائي كأس خادم الحرمين الشريفين 2019 أمام نادي التعاون، وأيضاً يدخل الأرجنتين رامون دياز النهائي الثالث له مع نادي الهلال بمسابقة كأس خادم الحرمين الشريفين بعد نهائي كأس خادم الحرمين الشريفين 2017 الذي فاز به مع نادي الهلال على حساب نادي الأهلي، ونهائي كأس خادم الحرمين الشريفين 2022 الذي خسره مع نادي الهلال أمام نادي الفيحاء في الموسم الماضي، لسى ذلك فحسب يسعى الأرجنتيني رامون دياز لينهي موسمه الرياضي مع نادي الهلال بحصاد لقب كأس خادم الحرمين الشريفين الحالي حيث لم يكتب التاريخ لرامون دياز التوفيق في عدة نهائيات خروج مغلوب التي خاضها منذ فوزه مع الهلال بلقب كأس خادم الحرمين الشريفين 2017، حيث خاض عدة نهائيات في بطولات مختلفة، لم يتمكن من تحقيق الفوز في أي منها ويخسرها جميعاً آخرها لقب بطولة دوري أبطال آسيا 2023 مع نادي الهلال أمام أوراوا ريد دايموندز، بالنظر للمواجهة المدربين في مسابقة الدوري تواجه المدربين هذا الموسم مرتين ذهابًا وإياباً في دوري روشن للمحترفين، تمكن رامون دياز من الفوز في واحدة وتعادلا في المباراة الثانية، بإحراز ستة أهداف في مجموع المبارتين فيما استقباله مرماه ثلاثة أهداف لصالح نادي الوحدة.

## مكان

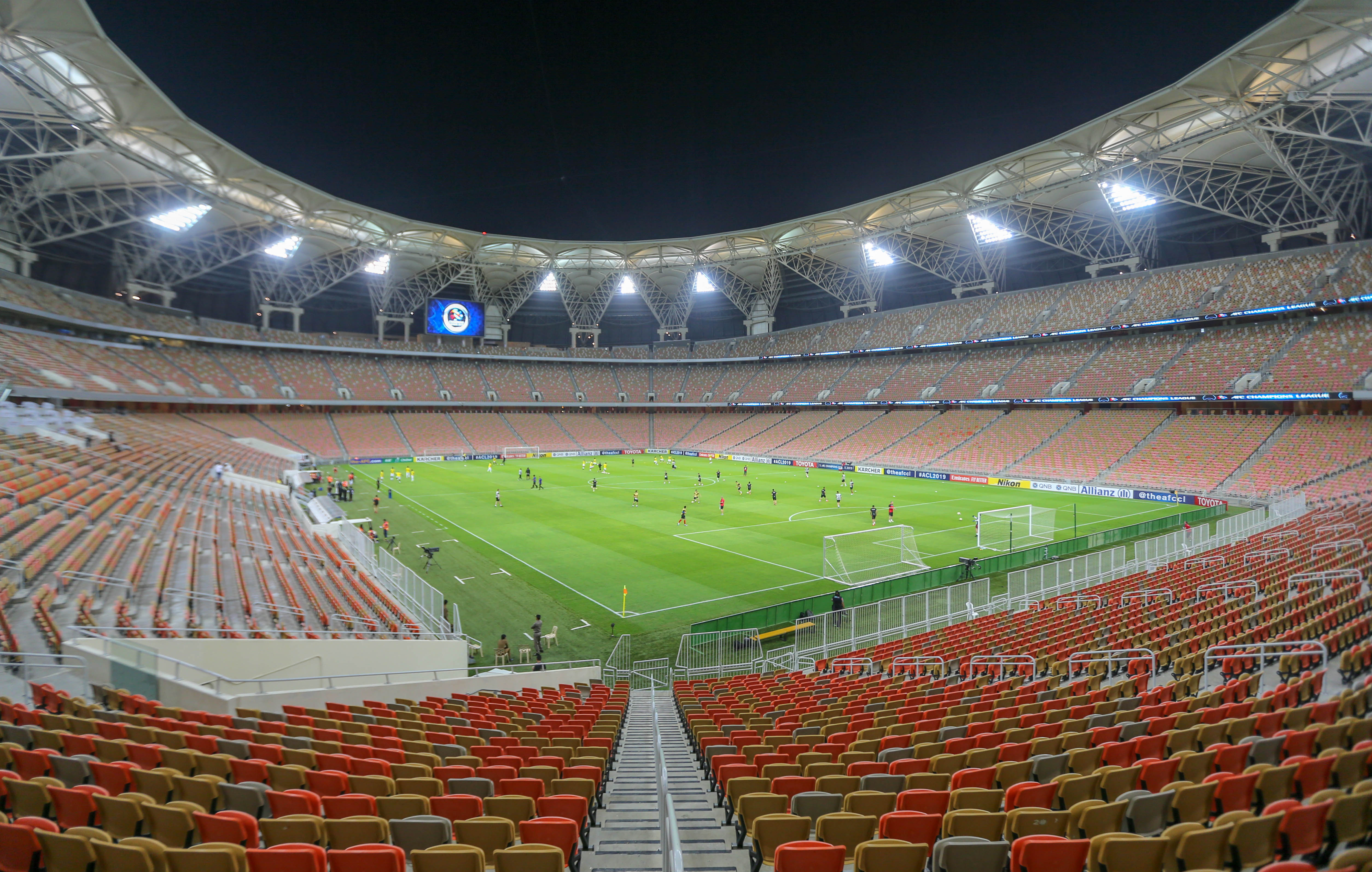
مدرجات الملعب

شهد افتتاح ملعب مدينة الملك عبد الله بجدة في 12 مايو 2023 النهائي السابع منذ افتتاحه قبل 9 سنوات في 01 مايو 2014، حيث إقامة لقاء نهائي بطولة خادم الحرمين الشريفين بين فريقي الأهلي والشباب على نهائي كأس خادم الحرمين الشريفين وانتهت حينها شبابية بثلاثية نظيفة كأول فريق يحقق لقباً في هذا الملعب، بحضور خادم الحرمين الشريفين الملك عبد الله رحمه الله.
اقيمت في ملعب الجوهرة بعدها خمس نهائيات خادم الحرمين الشريفين واستضاف الملعب نهائيات كأس خادم الحرمين الشريفين أعوام 2015 الذي فاز فيه الهلال على النصر بضربات الجزاء، ثم نهائي خادم الحرمين الشريفين 2016 بين الأهلي والنصر من جديد، خسر النصر للمرة الثانية ضد الأهلي بهدفين مقابل هدف. وجمع نهائي خادم الحرمين الشريفين 2017 الفائز في آخر نهائيين الهلال والأهلي، حيث انتصر الزعيم بثلاثة أهداف مقابل هدفين، وكان آخر نهائي خادم الحرمين الشريفين لصالح الاتحاد عندما قابل الفيصلي في منتصف عام 2018 وانتصر بثلاثة أهداف مقابل هدف في الأشواط الإضافية، ومن ثم أقيمت نهائيات كأس خادم الحرمين الشريفين لثلاث موسم متتالية باستاد الملك فهد الدولي بالرياض لأول مرة منذ افتتاح ملعب الجوهرة ليغيب عنه استضافة النهائي خلال تلك الفترة وبذلك استضافه الملعب 5 نهئيات متتالية. ويعود ملعب مدينة الملك عبد الله بجدة لاستضافت النهائي الموسم الماضي بمواجهة نادي الهلال والفيحاء الذي توج به نادي الفيحاء لأول مرة في تاريخه و يتبعه النهائي الحالي للمرة الثانية على التوالي والسابع لمسابقة كأس خادم الحرمين الشريفين على نفس الملعب.

## عن الفريقين
| الفريق | نهائيات سابقة (يشير الرقم والخط العريض لسنوات الفوز)                                                     |
| ------ | --- |
| الهلال | 9 (1962، 1964، 1965، 1969، 1977، 1980، 1981، 1982، 1984، 1985، 1987، 1989، 2010، 2015، 2017، 2020، 2022) |
| الوحدة | 2 (1957، 1958، 1959، 1960، 1962، 1966، 1970)                                                             |

## الطريق إلى النهائي
|                |              | نادي الهلال                  | مشوار الفريقين | الوحدة                                    |             |         |
| النتيجة        | المنافس      | الملعب                       | الجولة         | الملعب                                    | المنافس     | النتيجة |
| 4 - 0          | نادي الاتفاق | ملعب الأمير فيصل بن فهد      | دور الستة عشر  | مدينة الأمير سلطان بن عبد العزيز الرياضية | نادي ضمك    | 0 - 1   |
| 3 - 1          | نادي الفتح   | ملعب الأمير فيصل بن فهد      | ربع النهائي    | ملعب الملك عبد العزيز                     | نادي الباطن | 2 - 1   |
| 0 - 1 (ب.و.إ.) | نادي الاتحاد | مدينة الملك عبدالله الرياضية | نصف النهائي    | الأول بارك                                | نادي النصر  | 0 - 1   |

## تفاصيل ماقبل المباراة
في 11 مايو 2023 عُقِد الاجتماع الفني لنهائي كأس خادم الحرمين الشريفين في جدة، حيث تمت مناقشة كافة الأمور التنظيمية المتعلقة بنهائي كأس خادم الحرمين الشريفين، تقرر ظهور نادي الهلال بطقم الأساسي الأزرق الكامل فيما تقرر ظهور نادي الوحدة بالطقم الأساسي الأحمر الكامل، دخل نادي الهلال هذا النهائي في ظروف غير جيدة بعد ستة أيام من خسر الفريق لنهائي القاري في منافسات دوري أبطال آسيا بعد هزيمته أمام أوراوا الياباني (2-1) في مجموع المباراتين، وبعد خروجه من المنافسة على لقب دوري روشن السعودي للمحترفين بنسبة كبيرة، عقب تفريطه في نقاط الجولة 22، 23، 24 أواخر شهر رمضان ويحتل
مركز الرابع في الترتيب وبفارق 10 نقاط بينه وبين صاحب المركز الأول في مسابقة الدوري بعد اكتمال الجولة الخامسة والعشرين، على الجانب الفني يفقد نادي الهلال في مواجهة نهائي كأس خادم الحرمين الشريفين لاعب المحور الكولومبي غوستافو كويلار تلقائياً بسبب تراكم الانذارات الصفراء بحصوله على الانذار الثاني ضد نادي الاتحاد في مواجهة نصف النهائي، بالاضافة لغياب كابتن الفريق سلمان الفرج للاصابة واللاعب سالم الدوسري بسبب الوعكة الصحية، فيما يغيب من نادي الوحدة عن نهائي كأس خادم الحرمين الشريفين المدافع عبد الله الحافظ بعد حصوله على الانذار الثاني في مباراة نصف نهائي ضد نادي النصر واستبعاده بالطرد نتيجة ذلك من استكمال المباراة.
| الهلال | 1 - 1 (ب.و.إ.) | الوحدة |
| --- | -------------- | --- |
| محمد البريك 42' · ناصر الدوسري 71' · أوديون إيغالو 79' · علي البليهي 9+90' · مصعب الجوير 96' · جانغ هيون سو 112'                              | تقرير          | 31' عبد العزيز نور · 35' كريم يودا · 51' علاء آل حجي · 95' حمد الجيزاني                                                       |
| ركلات الترجيح |                | |
| أندريه كاريو · أوديون إيغالو · صالح الشهري · مصعب الجوير · عبدالله الحمدان · ناصر الدوسري · سعود عبد الحميد · جانغ هيون سو · عبد الله المعيوف | 7 - 6          | جان دافيد بوغال · عبد الإله بخاري · علاء آل حجي · أوسكار دوارتي · فيصل فجر · يحيى النجعي · علي مكي · أمير كردي · هزاع الغامدي |

| طقم الحارس | الهلال | الوحدة | طقم الحارس |

| الهلال: من الرياض رئيس النادي: فهد بن نافل التشكيل الاساسي للفريق: |    |                  |      |
|                                                                    |    |                  |      |
| حارس                                                               | 1  | عبدالله المعيوف  |      |
| دفاع                                                               | 12 | ياسر الشهراني    | 83'  |
| دفاع                                                               | 5  | علي البليهي      |      |
| دفاع                                                               | 20 | جانغ هيون سو     |      |
| دفاع                                                               | 2  | محمد البريك      | 46'  |
| وسط                                                                | 6  | عبد الله عطيف    | 46'  |
| وسط                                                                | 28 | محمد كنو         | 46'  |
| وسط                                                                | 19 | أندريه كاريو     |      |
| هجوم                                                               | 98 | ميشائيل ديلغادو  |      |
| هجوم                                                               | 10 | لوسيانو فييتو    | 83'  |
| هجوم                                                               | 17 | موسى ماريغا      | 115' |
| مقاعد البدلاء:                                                     |    |                  |      |
| حارس                                                               | 21 | محمد العويس      |      |
| دفاع                                                               | 66 | سعود عبد الحميد  | 46'  |
| دفاع                                                               | 70 | محمد جحفلي       |      |
| دفاع                                                               | 4  | خليفة الدوسري    |      |
| وسط                                                                | 16 | ناصر الدوسري     | 46'  |
| وسط                                                                | 43 | مصعب الجوير      | 83'  |
| هجوم                                                               | 14 | عبد الله الحمدان | 83'  |
| هجوم                                                               | 11 | صالح الشهري      | 115' |
| هجوم                                                               | 9  | أوديون إيغالو    | 46'  |
| المدرب:                                                            |    |                  |      |
| رامون دياز                                                         |    |                  |      |

| الوحدة: من مكة المكرمة رئيس النادي: سلطان أزهر التشكيل الاساسي للفريق: |    |                     |        |     |
|                                                                        |    |                     |        |     |
| حارس                                                                   | 1  | منير محمدي          |        |     |
| دفاع                                                                   | 27 | إسلام هوساوي        |        |     |
| دفاع                                                                   | 6  | أوسكار دوارتي       |        |     |
| دفاع                                                                   | 2  | علي مكي             |        |     |
| دفاع                                                                   | 28 | حمد الجيزاني        | 105'   |     |
| وسط                                                                    | 88 | علاء آل حجي         |        |     |
| وسط                                                                    | 4  | وليد باخشوين        | القائد | 69' |
| وسط                                                                    | 76 | فيصل فجر            |        |     |
| وسط                                                                    | 87 | أنسيلمو دي مورايس   |        |     |
| هجوم                                                                   | 74 | كريم يودا           | 90'    |     |
| وسط                                                                    | 24 | عبد العزيز نور      | 55'    |     |
| مقاعد البدلاء:                                                         |    |                     |        |     |
| حارس                                                                   | 13 | عبد القدوس عطية     |        |     |
| دفاع                                                                   | 3  | عبد الإله بخاري     |        |     |
| دفاع                                                                   | 23 | أمير كردي           | 90'    |     |
| وسط                                                                    | 29 | سلطان العكوز        |        |     |
| وسط                                                                    | 12 | عبد الكريم القحطاني |        |     |
| وسط                                                                    | 49 | سلطان السوادي       |        |     |
| وسط                                                                    | 90 | هزاع الغامدي        | 105'   |     |
| هجوم                                                                   | 80 | يحيى النجعي         | 55'    |     |
| هجوم                                                                   | 9  | جان دافيد بوغال     | 71'    |     |
| المدرب:                                                                |    |                     |        |     |
| خوسيه لويس سييرا                                                       |    |                     |        |     |

| طاقم التحكيم حكم مساعد (كرة قدم): بافل سوكولونيكي (بولندا) توماس ليستكيفيس (بولندا) الحكم الرابع: فيصل البلوي (السعودية) حكم تقنية الفيديو: توماس كويتوسكي (بولندا) مساعد حكم تقنية الفيديو: عمر الجمل (السعودية) | قانون المباراة: - يقام نهائي المسابقة من مباراة واحدة بنظام خروج المغلوب. - تلعب المباراة من 90 دقيقة مقسومة إلى شوطين مدة كل شوط 45 دقيقة. - تلعب أشواط إضافية في حال استمرار التعادل من 30 دقيقة مقسومة إلى شوطين مدة كل شوط 15 دقيقة. - تطبق قاعدة ركلات الجزاء الترجيحية في حال استمرار التعادل في الأشواط الإضافية. - تواجد 9 بدلاء على مقاعد الاحتياط، يمكن إجراء ما يصل إلى خمسة تغيرات، بالإضافة إلى إمكانية تغيير سادس في حال وصول المباراة للأشواط الإضافية. - يتأهل بطل بطولة كأس خادم الحرمين الشريفين هذه النسخة إلى بطولة دوري أبطال آسيا 2023–24، في حال فوز الهلال يحصل صاحب المركز الثاني في ترتيب الدوري على مقعد المؤهل للبطولة دوري أبطال آسيا. - يتأهل طرفي النهائي للمشاركة في بطولة كأس السوبر السعودي 2023. - يحصل البطل على جائزة مالية قدرها (عشرة ملايين ريال) إضافة لحصوله على عدد 50 ميدالية ذهبية فيما يحصل الوصيف على عدد 50 ميدالية فضية. |

### الإحصاءات
| الهلال | إحصائية             | الوحدة |
| ------ | ------------------- | ------ |
| 56%    | الاستحواذ           | 44%    |
| 7      | التسديدات           | 9      |
| 1      | التسديدات في المرمى | 3      |
| 274    | إجمالي التمريرات    | 186    |
| 4      | التدخلات            | 17     |
| 9      | تخليص الكرة         | 6      |
| 6      | الأخطاء المرتكبة    | 4      |
| 5      | الركنيات            | 2      |
| 0      | التسلل              | 3      |
| 1      | البطاقات الصفراء    | 1      |

| الهلال | إحصائية             | الوحدة |
| ------ | ------------------- | ------ |
| 58%    | الاستحواذ           | 42%    |
| 20     | التسديدات           | 16     |
| 7      | التسديدات في المرمى | 5      |
| 543    | إجمالي التمريرات    | 280    |
| 10     | التدخلات            | 31     |
| 15     | تخليص الكرة         | 38     |
| 10     | الأخطاء المرتكبة    | 8      |
| 13     | الركنيات            | 5      |
| 1      | التسلل              | 3      |
| 3      | البطاقات الصفراء    | 2      |